# کی‌سو رو
کی‌سو رو (به انگلیسی: Keysoe Row) یک روستا در بریتانیا است که در بدفورد واقع شده‌است.